# Lineth Cedeño
Lineth Isabel Cedeño Valderrama (Ciudad de Panamá, 5 de diciembre de 2000) es una futbolista panameña. Juega como delantera en el Al-Hilal FC de la Saudí Womens League. Es internacional con la selección de Panamá.

## Trayectoria
Luego de jugar en el campeonato panameño la primera parte de su carrera, en 2019 aprovechó la oportunidad de jugar en el exterior firmando un acuerdo con el Joventut Almassora español. Permaneció en España la temporada siguiente y se trasladó al Alhama de la Primera Federación Femenina
Durante el mercado de fichajes de verano de 2021 hizo pie en Italia para unirse al Hellas Verona. La futbolista debutó en la primera fecha de la Serie A el 29 de agosto de 2021, en una dura derrota de visitante ante el Milan. Registró su primer gol en el club el 2 de octubre de ese mismo año, abriendo el marcador en la quinta fecha ante el Empoli.
El Verona finalizó el campeonato en el fondo de la tabla y descendió a la Serie B, tras lo cual Cedeño se incorporó al Sampdoria para continuar en la primera división italiana.
El 14 de octubre de 2023 fue anunciada como nueva jugadora del Al-Hilal FC.

## Selección nacional
Cedeño jugó con la selección de Panamá en el Copa de Oro de la Concacaf de 2018. Al terminar en cuarto lugar, su país se ganó el derecho de disputar la repesca para la  Copa Mundial de 2019 que perdieron contra Argentina. También compitió en los Juegos Panamericanos de 2019 y el Campeonato de la Concacaf de 2022.
La delantera formó parte del plantel de 23 jugadoras anunciado por Nacha Quintana el 26 de enero de 2023 para disputar el Torneo de Repesca que entregó tres boletos a la Copa Mundial de 2023. Cedeño le dio a Panamá su primera clasificación histórica a un Mundial tras marcar, con asistencia de Marta Cox, el gol de la victoria por 1-0 en el partido decisivo contra Paraguay. Disputó con la selección la Copa Mundial Femenina de Fútbol de 2023.

### Goles internacionales
| Goles internacionales | Goles internacionales   | Goles internacionales                                     | Goles internacionales | Goles internacionales | Goles internacionales | Goles internacionales                                |
| Núm.                  | Fecha                   | Lugar                                                     | Rival                 | Gol                   | Resultado             | Competición                                          |
| --------------------- | ----------------------- | --------------------------------------------------------- | --------------------- | --------------------- | --------------------- | ---------------------------------------------------- |
| 1                     | 12 de diciembre de 2017 | Estadio Independencia, Estelí, Nicaragua                  | El Salvador           | 5-1                   | 5-1                   | XI Juegos Deportivos Centroamericanos                |
| 2                     | 27 de agosto de 2018    | IMG Academy, Bradenton, Estados Unidos                    | Nicaragua             | 4-0                   | 4-0                   | Copa de Oro Femenina 2018                            |
| 3                     | 29 de agosto de 2018    | IMG Academy, Bradenton, Estados Unidos                    | El Salvador           | 2-5                   | 2-6                   | Copa de Oro Femenina 2018                            |
| 4                     | 10 de octubre de 2018   | Sahlen's Stadium, Cary, Estados Unidos                    | México                | 2-0                   | 2-0                   | Copa de Oro Femenina 2018                            |
| 5                     | 17 de octubre de 2018   | Sahlen's Stadium, Cary, Estados Unidos                    | Jamaica               | 2-2                   | 2-0                   | Copa de Oro Femenina 2018                            |
| 6                     | 7 de agosto de 2021     | Estadio Nacional Rod Carew, Ciudad de Panamá, Panamá      | Nicaragua             | 2-0                   | 2-0                   | Amistoso                                             |
| 7                     | 10 de agosto de 2021    | Estadio Nacional Rod Carew, Ciudad de Panamá, Panamá      | República Dominicana  | 5-0                   | 5-0                   | Amistoso                                             |
| 8                     | 20 de febrero de 2022   | Estadio Cuscatlán, San Salvador, El Salvador              | Belice                | 0-3                   | 0-8                   | Campeonato Femenino 2022                             |
| 9                     | 20 de febrero de 2022   | Estadio Cuscatlán, San Salvador, El Salvador              | Belice                | 0-4                   | 0-8                   | Campeonato Femenino 2022                             |
| 10                    | 20 de febrero de 2022   | Estadio Cuscatlán, San Salvador, El Salvador              | Belice                | 0-8                   | 0-8                   | Campeonato Femenino 2022                             |
| 11                    | 10 de diciembre de 2022 | Estadio Municipal de Chapín, Jerez de la Frontera, España | Venezuela             | 1-0                   | 3-1                   | Amistoso                                             |
| 12                    | 10 de diciembre de 2022 | Estadio Municipal de Chapín, Jerez de la Frontera, España | Venezuela             | 3-0                   | 3-1                   | Amistoso                                             |
| 13                    | 19 de febrero de 2023   | Estadio Waikato, Hamilton, Nueva Zelanda                  | Paraguay              | 0–1                   | 0–1                   | Torneo de Repesca para la Copa Mundial Femenina 2023 |
| 14                    | 9 de abril de 2023      | Estadio Rommel Fernández, Ciudad de Panamá, Panamá        | República Dominicana  | 2-1                   | 4-3                   | Amistoso                                             |
| 15                    | 2 de agosto de 2023     | Sydney Football Stadium, Sídney, Australia                | Francia               | 3–5                   | 3–6                   | Copa Mundial Femenina de 2023                        |
| 16                    | 25 de octubre de 2023   | Estadio Rommel Fernández, Ciudad de Panamá, Panamá        | Jamaica               | 2-1                   | 2-1                   | Clasificación para la Copa Oro 2024                  |

## Clubes
| Club               | País           | Año         |
| ------------------ | -------------- | ----------- |
| Tauro FC           | Panamá         | 2017-2019   |
| Joventut Almassora | España         | 2019-2020   |
| Alhama CF          | España         | 2020-2021   |
| Tauro FC           | Panamá         | 2021        |
| Hellas Verona      | Italia         | 2021-2022   |
| Sampdoria          | Italia         | 2022-2023   |
| Sporting SM        | Panamá         | 2023        |
| Al-Hilal FC        | Arabia Saudita | 2023 - Act. |

## Palmarés

### Torneos nacionales
| Título               | Club     | País   | Año     |
| -------------------- | -------- | ------ | ------- |
| Liga Fútbol Femenino | Tauro FC | Panamá | 2021-A  |
| Superfinal LFF       | Tauro FC | Panamá | 2020-21 |